# Bromxylenolblau
Bromxylenolblau ist ein Triphenylmethanfarbstoff aus der Gruppe der Sulfonphthaleine, der als pH-Indikator verwendet wird. Die Darstellung von Bromxylenolblau erfolgt durch Bromierung von Xylenolblau mit Brom in Eisessig.

## Eigenschaften
Man kann Bromxylenolblau als Indikator bei der Säure-Base-Titration benutzen, da bei pH 6,0–7,6 ein Farbumschlag von gelb nach blau stattfindet.